# Basketbolen klub Balkan Botevgrad
Il B.K. Balkan Botevgrad è una società cestistica avente sede a Botevgrad, in Bulgaria. Fondata nel 1947, gioca nel campionato bulgaro.

## Rosa 2020-21
| Giocatori | Staff tecnico |
| --------- | ------------- |

| N. | Naz.                   | Ruolo | Nome             | Anno | Alt.   | Peso  |  |
| -- | ---------------------- | ----- | ---------------- | ---- | ------ | ----- |  |
| 1  | Stati Uniti (bandiera) | G     | Siyani Chambers  | 1993 | 183 cm | 77 kg |  |
| 3  | Bulgaria (bandiera)    | G     | Kris Minkov      | 1994 | 199 cm |       |  |
| 4  | Stati Uniti (bandiera) | G     | Davonta Jordan   | 1991 | 189 cm |       |  |
| 8  | Bulgaria (bandiera)    | G     | Zdravko Hristov  | 1997 | 184 cm |       |  |
| 7  | Bulgaria (bandiera)    | G     | Božidar Avramov  | 1990 | 198 cm |       |  |
| 12 | Stati Uniti (bandiera) | AG    | Tajuan Agee      | 1997 | 206 cm |       |  |
| 13 | Bulgaria (bandiera)    | AP    | Marin Marinov    | 2000 | 202 cm |       |  |
| 22 | Serbia (bandiera)      | C     | Darko Balaban    | 1989 | 212 cm |       |  |
| 23 | Bulgaria (bandiera)    | G     | Stanimir Marinov | 1991 | 192 cm |       |  |
| 33 | Bulgaria (bandiera)    | AP    | Nikolay Grozev   | 1994 | 196 cm |       |  |
| 34 | Bulgaria (bandiera)    | AG    | Dimitar Dimitrov | 1993 | 203 cm |       |  |
| 41 | Bulgaria (bandiera)    | C     | Denislav Vutev   | 1994 | 209 cm |       |  |
|    | Bulgaria (bandiera)    | C     | Iliyan Pishtikov |      |        |       |  |

| Allenatore                                                                                       |
| - Jovica Arsić                                                                                   |
| Assistente/i                                                                                     |
| - Nessuno Legenda - (C) Capitano - (IN) Inattivo - Infortunato Roster Aggiornato al: aprile 2021 |

## Palmarès
- Campionato bulgaro: 6

1973-1974, 1986-1987, 1987-1988, 1988-1989, 2018-2019, 2021-2022, 2022-2023
- Coppa di Bulgaria: 4

1970, 1986, 1987, 1988

## Cestisti
- Noah Dahlman 2013-2014